# Гарвардская медицинская школа

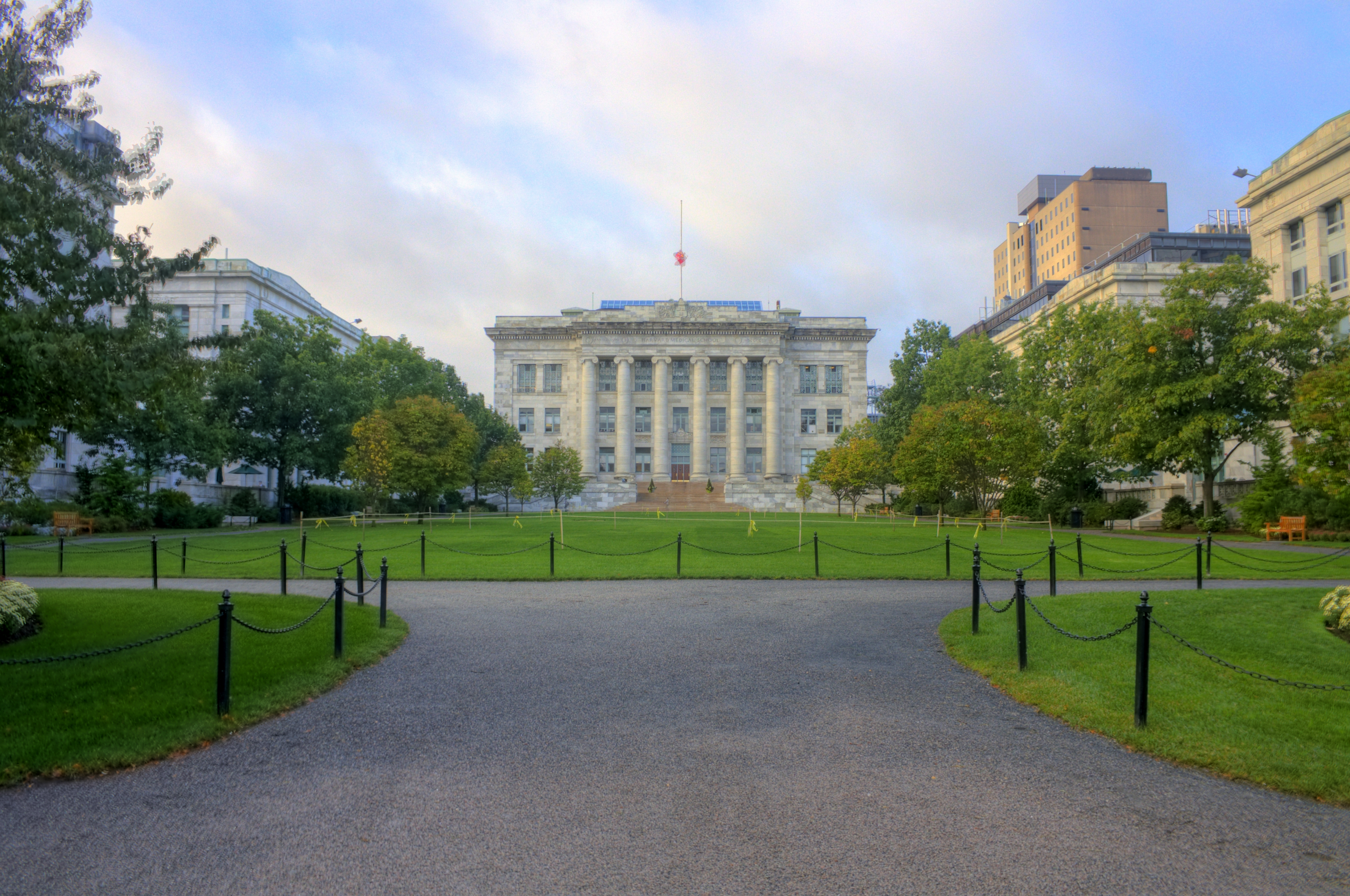
Гарвардская медицинская школа

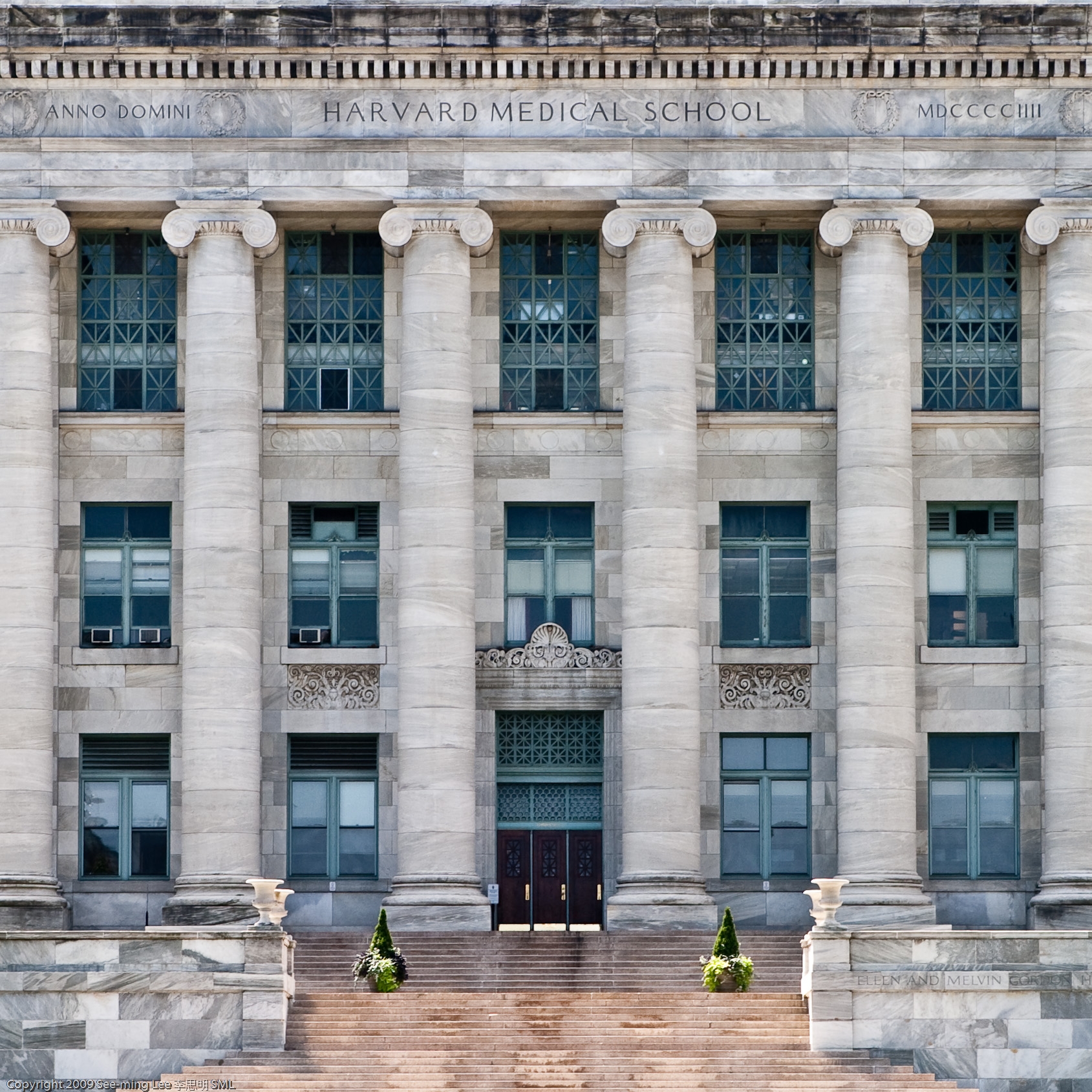
Гарвардская медицинская школа, Gordon Hall

Га́рвардская медици́нская шко́ла (англ. Harvard Medical School) — образовательное учреждение высшего медицинского образования при Гарвардском университете. Располагается в нейборхуде Бостона Мишен Хилл в пространстве Лонгвудской научно-медицинской области.
В ежегодном рейтинге U.S. News & World Report школа устойчиво удерживает первое место.

## История
Школа была основана хирургом Джоном Уорреном и врачами Бенджамином Уотерхаусом и Ароном Декстером 19 сентября 1782 года, и является старейшей по времени возникновения в США (после Перельманской медицинской школы Пенсильванского университета и Колледжа врачей и хирургов Колумбийского университета). Первые лекции прошли в Гарвард-холле и Капелле Холдена.
Первый выпуск произошёл в 1788 году и состоял из двух человек.
В 1810 году школа переехала из Кембриджа в Бостон.
В 1816—1846 годы называлась Массачусетский медицинский колледж Гарвардского университета.
В распоряжении школы находятся четыре ведущие учебные больницы — Медицинский центр Бет Исраэль Диаконисс, Больница Бригама и женщин, Бостонская детская больница и Массачусетская больница общего профиля.

## Связанные организации
- Медицинский центр Бет Исраэль Диаконисс[англ.]
- Больница Бригама и женщин[англ.]
- Бостонская детская больница[англ.]
- Массачусетская главная больница[англ.]
- Кембриджский здравоохранительный союз[англ.]
- Центр инжениринга в медицине
- Институт рака Дана-Фарбера[англ.]
- Форсайтский институт[англ.]
- Гарвардское паломническое здравоохранение[англ.]
- Джослинский диабетический центр[англ.]
- Массачусетская глазная и ушная больница[англ.]
- Массачусетский центр психического здоровья[англ.]
- Больница Маклина[англ.]
- Маунт-Обернская больница[англ.]
- Шипенский глазной исследовательский институт
- Сполдинская реабилитационная больница[англ.]
- Бостонская здравоохранительная система[англ.]